# Distrito de Algoma

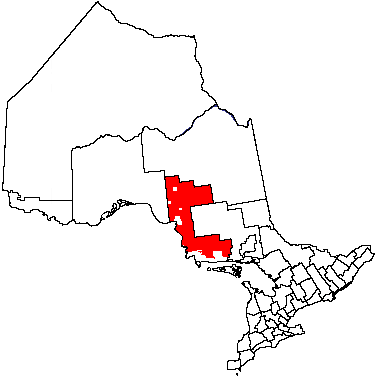
Mapa do Distrito de Algoma Ontário Canada

O Distrito de Algoma é uma região administrativa da província canadense de Ontário. Sua capital é Sault Ste. Marie. Sua área é de 48 737,22 quilômetros quadrados, sua população é de 118 567 habitantes e sua densidade demográfica é de 2,4 habitante por quilômetro quadrado.